# Jornal das Moças
Jornal das Moças foi uma revista feminina que circulou no Brasil entre os anos de 1914 e 1965.

## História e perfil
Anunciada como uma "Revista Semanal Ilustrada", era publicada na cidade do Rio de Janeiro, e distribuída nas capitais de todo o país, e nas principais cidades do interior. Circulava às quartas-feiras, e era anunciada como “Jornal das Moças - A revista de maior penetração no lar”.
Foi fundada por Agostinho Menezes, e era propriedade da Editora Jornal das Moças Ltda.
Possuía em média 75 páginas com textos e ilustrações, e o seu conteúdo era inspirado nos magazines ilustrados ou revistas de variedades do século XIX, abordando assuntos, à época, de interesse da esfera feminina. Desse modo, apresentava comentários sobre a moda, conselhos de economia doméstica, contos, poemas, piadas, notícias do cinema, curiosidades, receitas culinárias, moldes de roupas da estação, fotos da sociedade fluminense, anúncios de cosméticos, de medicamentos, de lojas especializadas em artigos femininos e infantis, partituras musicais, resenhas de filmes, e sugestões de leitura.
Tinha como objetivo reforçar o papel social da mulher como dona de casa, mãe e esposa. Tentava resgatar e difundir os antigos valores atribuídos à mulher, como a submissão, resignação e compreensão e que estavam sendo afrontados por novas tendências sociais, culturais e econômicos. Tinha uma seção de conselhos de como cuidar dos filhos e suas reportagens eram permeadas de uma visão de submissão da mulher ao pai e após o casamento, ao marido e considerando que qualquer comportamento fora deste padrão, era promíscuo e desonrado.
Durante seu longo período de circulação, a revista presenciou desde a época das amas de leite, incluindo texto informativo aludindo à possíveis doenças que elas poderiam transmitir às crianças, ao início do trabalho feminino em certas profissões (datilógrafa, secretária, taquígrafa) com a autorização do marido.

## Anúncios Publicitários
Os anúncios publicitários do Jornal das Moças ressaltavam também o comportamento e a posição da mulher naquela época. Como o anúncio do baton Tangee, enfatizando a diferença da maquiagem entre a "mulher do bem" e a cortesã. 
Outros anúncios para a saúde feminina, como o Regulador Sian e Fandorine, também apareciam na revista. O primeiro focava no bom funcionamento do aparelho reprodutor (útero e ovários), resumindo a saúde feminina a isso. O segundo era apresentado com um discurso responsabilizando as próprias mulheres por suas doenças e o impacto delas no lar. 
Já o sabonete e creme dental Eucalol, ressaltava a importância para as moças de encontrar um marido assim como a responsabilidade delas para manter um.
Durante a Segunda Guerra Mundial, teve um anúncio dirigido ao público masculino, o "Tônico Silva Araújo", destacando se o homem fosse fraco, não poderia usar o uniforme de guerra e defender a pátria.

## Representação masculina durante a Segunda Guerra Mundial
Durante o período da Segunda Guerra Mundial, em exemplares de 1944 e 1945, o Jornal das Moças reforça a representação dos valores masculinos como a força e aborda temas relacionados aos personagens que estavam envolvidos na participação brasileira na Segunda Guerra Mundial, desde os homens que faziam as negociações diplomáticas assim como os soldados em campo de batalha. 
Em seus artigos observa-se o enaltecimento da honradez do serviço militar, a vigilância do território, o corpo físico resultado dos treinamentos, os atos de heroísmo e a volta vitoriosa.
Aos soldados é conferida uma afeição como irmãos protetores, defendendo seus semelhantes e dependentes, garantindo a segurança do lar. O corpo físico dos pracinhas também foi valorizado como símbolo de saúde, beleza e vigor, representando o ideal masculino e o conceito de "Alma sã em corpo são" divulgado nas páginas do Jornal das Moças juntamente com as fotos dos soldados.

## Considerações críticas
Almeida, em seu trabalho Revistas Femininas e Educação da Mulher: o Jornal das Moças, observa que “Durante os cinqüenta e seis anos em que foi publicado o  JM atravessou períodos histórico-político-culturais distintos e que muitas vezes não se refletiram nas páginas dessa revista . Aliás, neste aspecto, o Jornal das Moças enquadra-se perfeitamente no esteriótipo da revista feminina e assim se ocupa de assuntos mundanos, domésticos e frívolos, sugerindo o ethos da mulher moderna de classes mais abastadas: a mulher que se preocupa com o lar, com a vida em sociedade, mas que não  estende suas preocupações além dos cuidados com a casa, os filhos e o marido e com algumas festas religiosas ou pagãs, como o mês de Maria ou com o Carnaval, por exemplo”.